# Marta Grande
Marta Grande, née le 22 novembre 1987 à Civitavecchia (Rome), est une femme politique italienne, membre du Mouvement cinq étoiles. Elle est députée du Latium depuis 2013.
Elle est aussi vice-présidente de l'Assemblée Parlementaire du Conseil de l'Europe qui siège lors des sessions plénières à Strasbourg.

## Source de la traduction
- (en) Cet article est partiellement ou en totalité issu de l’article de Wikipédia en anglais intitulé « Marta Grande » (voir la liste des auteurs).